# Îles de Zhoushan
Les îles de Zhoushan désigne l'ensemble des îles de la préfecture Zhoushan en Chine continentale. La préfecture de Zhoustan est située à l'embouchure de la baie de Hangzhou.
Son nom provient de l'île principale de l'archipel, Zhoushan.

## Géographie
Elle possède plus de 1 390 îles qui ont une superficie cumulée de 1 371 km2. L'archipel de Zhoustan comprend le fameux pont de Xihoumen.
En 2019, une ligne à haute tension est construite entre le continent et les îles, à l'aide de pylônes de 380 mètres de hauteur, afin de sécuriser l'approvisionnement en électricité de l'archipel, notamment en cas de typhon.